# Зейд-Гаффел
Зейд-Гаффел (нід. Zuid Haffel) — селище в нідерландській провінції Північна Голландія. Входить до муніципалітету Тесел. Наразі у ньому нараховується близько 20 будинків.